# اولشتین
اُلشتین (به لهستانی: Olsztyn، به آلمانی: Allenstein) یکی از شهرهای شمال شرقی لهستان است.
این شهر بر کرانه رود وینا جای دارد.
جمعیت الشتین بر پایه آمار سال ۲۰۰۹ برابر با ۱۷۶٬۳۸۷ نفر و مساحتش ۸۸٫۳۲۸ کیلومتر مربع است.
جمعیت شهر با احتساب حومه ۲۷۰٬۰۰۰ نفر است.
اولشتین بر پایه تقسیمات جدید کشوری از سال ۱۹۹۹ مرکز استان وارمی-ماسوری است، پیش از آن متعلق به استان اُلشتین بود.

## اقتصاد
اولشتین، به عنوان پایتخت منطقه، مرکز اقتصادی، فرهنگی و آموزشی محلی است. مجموعه اولستین شامل شهر اولشتین و 7 کمون همسایه است. این حوزه باعث توسعه سرمایه گذاری ها و جذب بنگاه های جدید می شود.
پویاترین صنایع در حال توسعه عبارتند از: تولید تایر، چوب، مبلمان و صنایع غذایی. بزرگترین شرکت های این شهر عبارتند از:
- میشلین - بزرگترین تولید کننده تایر در اروپا.
- دانشگاه وارمیا و مازوری - تقریباً 3200 پرسنل آموزشی را استخدام می کند.
- گروه DBK - بزرگترین تامین کننده محصولات و خدمات در صنعت لجستیک در لهستان.
- ایندیکپل - یکی از بزرگترین تولید کنندگان گوشت بوقلمون در لهستان[۱].